# Brad DeFauw
Brad DeFauw, född 10 november 1977 i Edina, Minnesota, är en amerikansk före detta ishockeyspelare.
Sista klubben DeFauw spelade för var Nordsjælland Cobras i den danska Superisligaen säsongen 2007/2008. Han draftades i den andra omgången, 28:e totalt, av Carolina Hurricanes i NHL Entry Draft 1997.
Efter att ha spelat fyra säsonger för University of North Dakota, gjorde DeFauw sin professionella debut med Cincinnati Cyclones i IHL under säsongen 2000/2001. Hans NHL-debut kom när han spelade för Carolina Hurricanes under samma säsong (2000/2001). Vistelsen i Carolina Hurricanes resulterade i nio spelade matcher och tre mål.
DeFauw har spelat i Europa under de senaste fyra säsongerna, säsongen 2004/2005 stod Allsvenska Växjö Lakers som klubbadress innan han kom till schweiziska EV Zug nästkommande säsong. Han spelade bara två matcher för Zug, innan han började i EHC Visp i Nationalliga B, där han spelade 18 matcher. Sedan gick han till det norska laget Vålerenga Ishockey där han spelade 13 grundseriematcher och 15 matcher i playoff, vilket resulterade i vinst av det norska mästerskapet.
DeFauw gick med i Colorado Colleges tränarstab som assistent och var det fram till 18 oktober 2006, då han skrev på för IF Björklöven i Allsvenskan. Han spelade resten av säsongen 2006/2007 med IF Björklöven, totalt 35 grundseriematcher och fem playoffmatcher. Inför säsongen 2007/2008, skrev han på för Nordsjælland Cobras i danska förstaligan, Superisligaen, men efter ett år lämnade DeFauw klubben i maj 2008.